# Römerradweg (Steiermark)

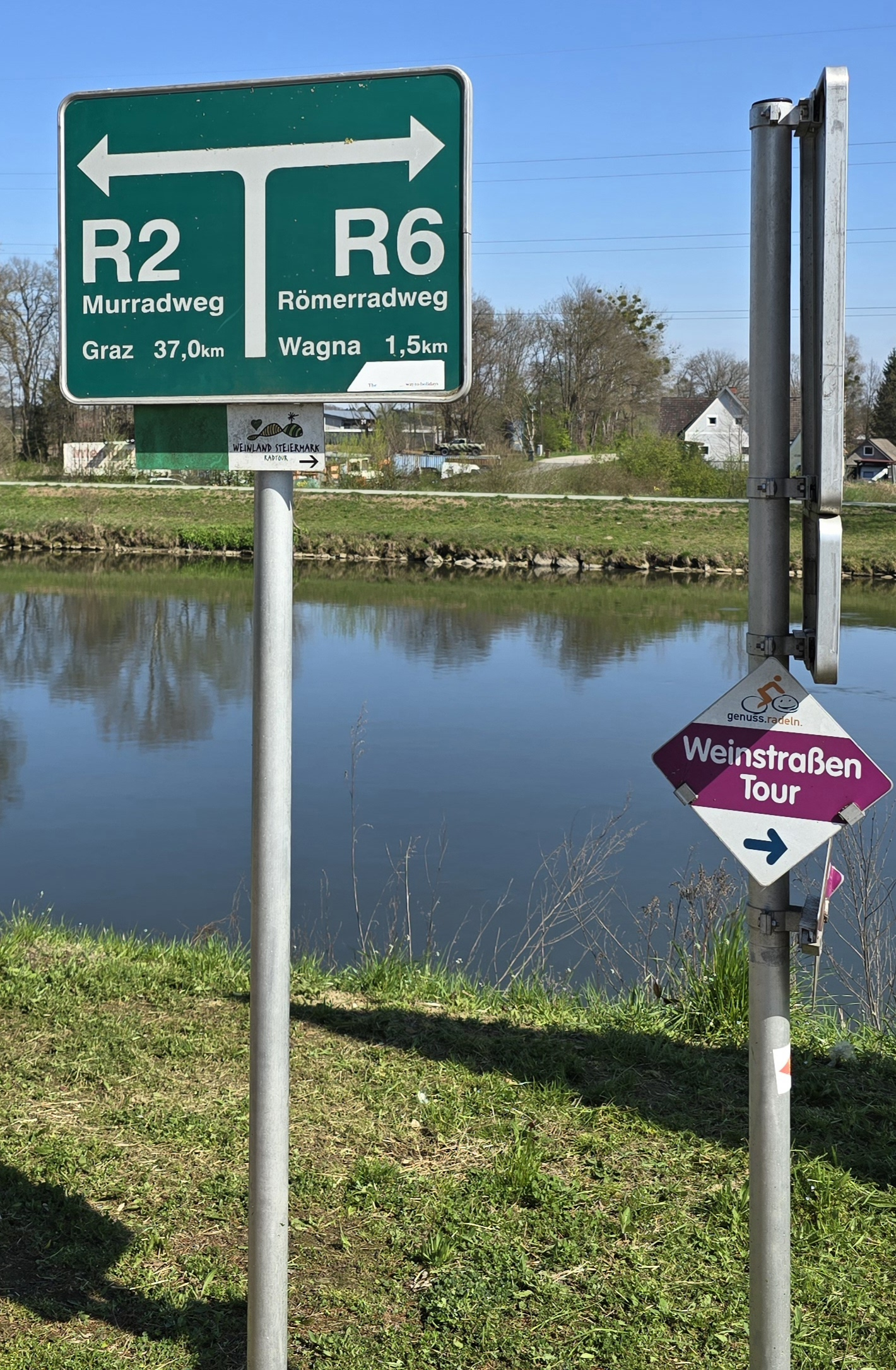
Beginn des Römerradwegs an der Mur bei Landscha

Der Römerradweg R6 ist ein 16 km langer Radweg in der Südsteiermark. Er beginnt und endet am Murradweg und führt in einem größeren Bogen um Leibnitz herum.

## Verlauf
Der Römerradweg beginnt direkt bei der Murbrücke der B67 in Landscha an der Mur, wo er vom Murradweg R2 abzweigt. Die ersten Kilometer läuft er auf Nebenstraßen durch Leibnitz, immer grob parallel der Südbahnstrecke Richtung Süden folgend. Schließlich trifft er auf die Sulm und folgt deren Verlauf auf Schotter- und Waldwegen bis zur Mündung mit der Laßnitz. Danach folgt er noch einige Kilometer dem Lauf der Laßnitz und unterquert hierbei eine alte Brücke der Sulmtalbahn, die inzwischen vom Sulmtalradweg verwendet wird. Schließlich wird die Laßnitz auf einer Radwegbrücke überquert. Es geht weiter über Nebenstraßen, bis der Radweg wieder auf die Südbahnstrecke trifft und deren Verlauf parallel weiter folgt, dieses Mal Richtung Norden. Im Ortsgebiet von Lebring trifft der Radweg schließlich wieder auf die B67 und den Murradweg und endet dort. Über den Murradweg kann man schließlich zurück zum Startpunkt fahren.

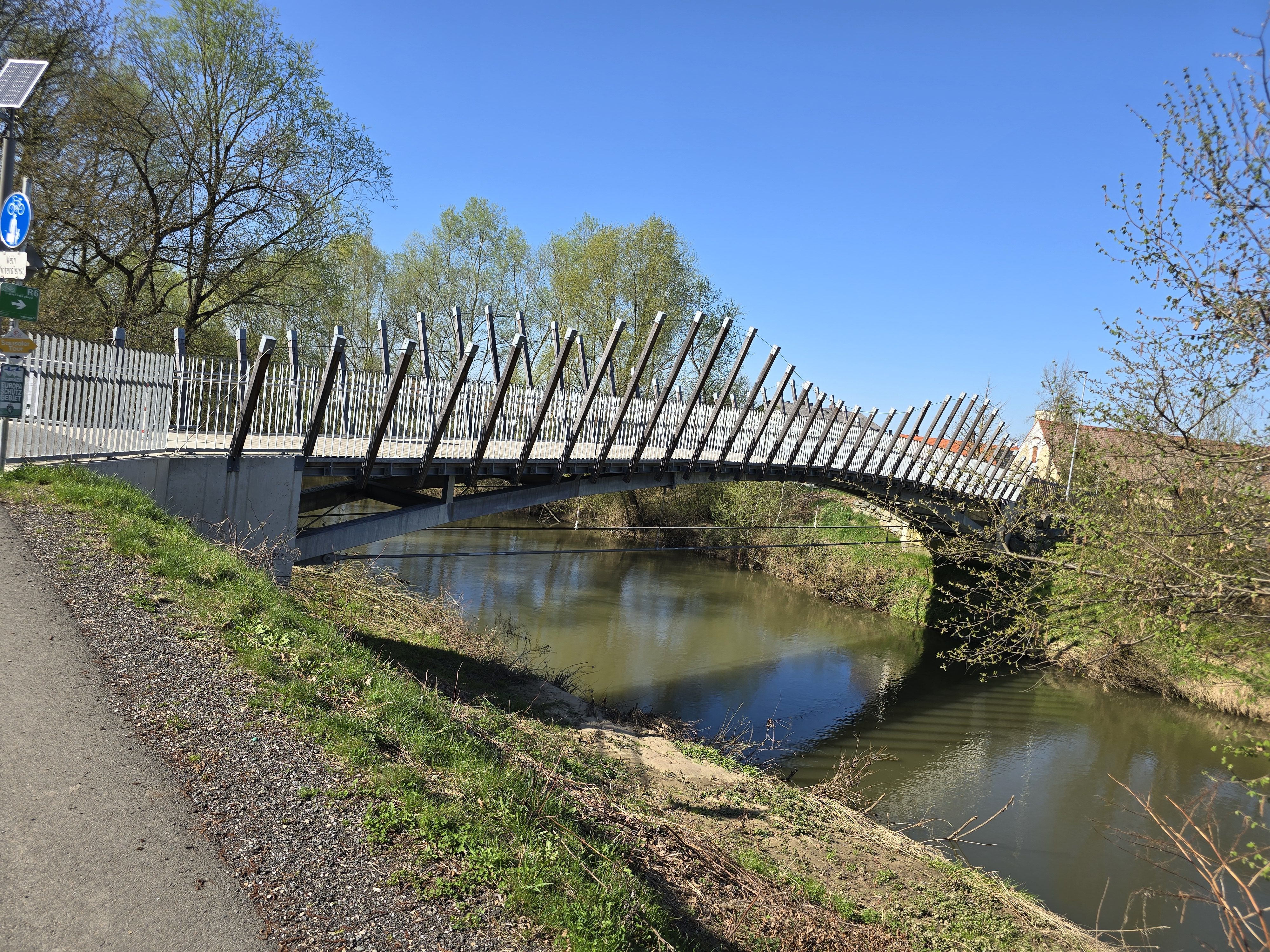
Radwegbrücke über die Laßnitz in Kaindorf